# Whiskey For The Holy Ghost
Albums de Mark Lanegan
The Winding Sheet Scraps At Midnight
Whiskey for the Holy Ghost est le deuxième album solo de Mark Lanegan, fondateur du groupe grunge Screaming Trees. Il est plus abouti que son premier album The Winding Sheet, les compositions sont plus affinées, plus précises notamment grâce à l'utilisation de davantage d'instruments comme le piano, le saxophone (sur "Sunrise") ou le violon (sur House a Home et Carnival). 

## Liste des chansons
1. "The River Rise" - 4:29
2. "Borracho" - 5:40
3. "House a Home" - 3:07
4. "Kingdoms of Rain" - 3:24
5. "Carnival" - 3:40
6. "Riding the Nightingale" - 6:17
7. "El Sol" - 3:42
8. "Dead on You" - 3:11
9. "Shooting Gallery" - 3:32
10. "Sunrise" - 2:55
11. "Pendulum" - 2:12
12. "Judas Touch" - 1:37
13. "Beggar's Blues" - 5:36

## Personnel
- John Agnello - Ingénieur son et mixage
- Krisha Augerot - Chœurs
- Sally Barry - Chœurs
- Ed Brooks - Ingénieur son
- Frank Cody - Orgue, Piano
- Terry Date - Ingénieur son
- Tad Doyle - Batterie
- Jack Endino - Ingénieur son
- Kurt Fedora - Basse
- Mike Johnson (bassiste) - Orgue, Guitare Acoustique, Basse, Harmonica, Piano, Guitare électrique, chœurs, Production, Guitar Slide
- Dave Kreuger - Violon
- Mike Stinette - Saxophone
- Mark Lanegan - Chant, Guitare, Production
- Bob Ludwig - Arrangements et Production
- J Mascis - Batterie
- Dan Peters - Batterie
- Mark Pickerel - Batterie
- Phil Sparks - Basse
- Ted Trewhella - Piano
- Justin Williams - Orgue